# وكيل المستخدم
وكيل المستخدم هو وكيل برمجيات مسؤول عن استرجاع وتسهيل تفاعل المستخدم النهائي مع محتوى الويب و مواقع الإنترنت.  يتضمن ذلك جميع متصفحات الويب الشائعة و الشهيرة، مثل جوجل كروم ، و فيرفكس ، و سفاري ، وبعض عملاء البريد الإلكتروني ، ومديري التنزيل المستقلين مثل يوتيوب-دل ، وأدوات مساعدة أخرى لسطر الأوامر مثل cURL ، والخدمات التي لا يمكن التحكم بها والتي تعمل على تشغيل جزء من تطبيق أكبر، مثل زاحف الويب .
يقوم وكيل المستخدم بلعب دور العميل في نظام العميل والخادم . يهدف رأس وكيل مستخدم بروتوكول HTTP إلى تعريف الوكيل بوضوح للخادم . ومع ذلك، يمكن حذف هذا الرأس أو انتحاله ، لذلك تستخدم بعض مواقع الويب طرقًا أخرى و مختلفة للكشف عن وكيل المستخدم.